# Domenico Chelini
Domenico Chelini (Lucca, 18 ottobre 1802 – Roma, 16 novembre 1878) è stato un presbitero e matematico italiano.

## Biografia
Divenne prete nel 1827. Dal 1831 al 1851 fu professore di matematica presso il Collegio Nazareno di Roma. Nel 1851 cominciò a insegnare meccanica e idraulica all'Università di Bologna. Caduto lo Stato pontificio fu uno dei pochi a essersi rifiutato di prestare giuramento al nuovo Stato italiano. Nel 1867 cominciò a insegnare all'università di Roma che nel 1871 fu costretto a lasciare. Insegnò allora in una "Università Vaticana" che ebbe breve vita, e poi privatamente.
Fu stimato da tutti per la sua fermezza di carattere. Questa stima è provata dai Collectanea Mathematica pubblicati in sua memoria nel 1881, per iniziativa di Luigi Cremona, a cui collaborarono i maggiori matematici del tempo, fra cui Ulisse Dini, Charles Hermite e Leopold Kronecker.
Contribuì a divulgare in Italia procedimenti allora poco noti di Geometria analitica, Meccanica.

## Opere
- Elementi di meccanica razionale con appendice sui principii fondamentali (1860)
- Saggio di geometria analitica, trattata con nuovo metodo opera (1838)
- Carteggio Beltrami-Chelini (1863-1873), a cura di M. R. Enea, Milano-Udine, Mimesis, 2010
- Le carte di Domenico Chelini dell'archivio generale delle scuole pie e la corrispondenza Chelini-Cremona (1863-1878) a cura di M. R. Enea e R. Gatto, Mimesis, 2010